# FPT Group
FPT Group або FPT Corporation (Корпорація з фінансування та просування технологій, Công ty Phát triển và Đầu tư Công nghệ) — найбільша компанія В'єтнаму в сфері інформаційних технологій, входить до числа двадцяти найбільших компаній країни. Штаб-квартира розташована в Ханої, великі філії — в Хошиміні і Дананзі, відділення — в 19 країнах світу (Японія, США, Німеччина, Франція, Словаччина, Сінгапур, Малайзія, Австралія). Дочірні структури FPT Group займаються аутсорсингом програмного забезпечення, телекомунікаційним бізнесом, операціями з нерухомістю, фінансовими послугами та освітою.
FPT є офіційним дистриб'ютором більше 30 міжнародних технологічних гігантів у В'єтнамі (Acer, Adobe Systems, Apple, Asus, Cisco, Corel, Dell, Hewlett-Packard, HTC, IBM, Intel, Kingston Technology, Lenovo, Linksys, Microsoft, Oracle, Philips, Red Hat, SAP, Seagate Technology, Symantec, Transcend), має мережу з 1,500 агентів в 63 провінціях і містах країни. Роздрібна мережа FPT налічує понад 160 магазинів електроніки.
Акції FPT Corporation котируються на фондових біржах Хошиміну і Ханоя, а також входять до лістингу рейтингу Asia 300 компанії Nikkei.

## Історія
У 1988 році В'єтнамський національний інститут технологічних досліджень заснував державну «Технологічну компанію харчової промисловості» (Food Processing Technology Company, скорочено — FPT). У 1990 році компанія переорієнтувалася на інформаційні технології та обслуговування комп'ютерної техніки, помінявши назву на «Корпорація з фінансування та просуванню технологій» (Corporation for Financing and Promoting Technology, абревіатура FPT при цьому збереглася).
У 1994 році, після зняття американського ембарго, FPT перетворилася на великого постачальника комп'ютерів та офісної техніки марок IBM, Compaq і HP, а також стала офіційним агентом провідних міжнародних корпорацій, які вийшли на в'єтнамський ринок.
У 1999 році була заснована компанія FPT Software, що незабаром стала основним активом групи і найбільшим експортером програмного забезпечення В'єтнаму.
У 2006 році був заснований FPT University — перший приватний університет у В'єтнамі. У 2008 році FPT Corporation спільно з іншими акціонерами (DOJI Gold and Gems Group, Vietnam Mobile Telecom Services Company, Vietnam National Reinsurance Corporation і SBI Ven Holding) заснувала Tien Phong Commercial Joint Stock Bank (TPBank).
У 2014 році FPT придбала словацьку компанію RWE IT Slovakia (колишній ай-ті підрозділ німецької групи RWE). У 2015 році FPT отримала ліцензію на створення телекомунікаційної мережі та надання послуг зв'язку в М'янмі.
У вересні 2017 року FPT перерахував 47 % своєї власності в торгівлі FPT до корпорації Synnex (Тайвань), зменшивши свою частку в торгівлі FPT до 48 %.
У липні 2018 року FPT придбав 90 % акцій IntelliNet Consulting (IntelliNet), одної з найбільш швидкозростаючих технологічних консультаційних компаній у США.
У березні 2019 року FPT призначив пана Нгуєна Ван ХОА — виконавчого віце-президента ФПП та генерального директора компанії FPT — зайняти посаду генерального директора FPT.

## Університет
Університет FPT, заснований в 2006 році, має три кампуса і налічує 18 тис. студентів. Кампуси розташовані в Ханої (Hoa Lac High Tech Park в повіті Тхатьтхат), Хошиміні і Дананзі. Університет готує висококласних програмістів, інженерів, менеджерів і економістів. Партнерами університету FPT виступають Microsoft і британський університет Гринвіча.